# François Marjoulet
François Marjoulet, né le 21 septembre 1859 à Anduze et mort le 18 janvier 1935 à  Nice, est un général français de la Première Guerre mondiale, grand-croix de la Légion d'honneur.

## Biographie

### Famille
Il est le fils de Louis Marjoulet, caissier, et de Justine Eulalie Piquès. Il se marie le 19 juin 1893 avec Léonie Luce Thérèse Pécout. Son fils André, lui-même militaire, et saint-cyrien de la promotion de Montmirail, meurt pour la France le 12 janvier 1915. Le père et le fils figurent tous deux aux Tableaux d'honneur de la Grande Guerre.

### Formation
Issu de la 63e promotion de Saint-Cyr (1878-1880) dite des Zoulous, ainsi dénommée en l'honneur du prince Impérial, Louis-Napoléon Bonaparte (1856-1879). Il a notamment pour condisciple François-Henry Laperrine (1860-1920).

### Première Guerre mondiale
Il est blessé à Verdun le 26 mai 1916 par un éclat d'obus.
A la tête du 14e corps d'armée, il commande en novembre 1918, l'offensive sur la Meuse afin de forcer l'armée allemande à la signature de l'armistice et pousse ainsi le corps d'armée en direction de Vrigne-Meuse ce qui permet, le 10 novembre, le franchissement de la Meuse vers Dom-le-Mesnil dans les Ardennes. 

## Grades
- 31/10/1878: Élève à l'école spéciale militaire
- 01/10/1880: Sous-lieutenant
- 25/09/1890: Capitaine
- 07/10/1899: Promu Chef de Bataillon
- 22/12/1906: Lieutenant-colonel
- 24/12/1910: Colonel
- 20/03/1914: Général de brigade
- 05/09/1915: Général de division
- 26/05/1916: blessé par un éclat d'obus à Verdun
- 20/06/1918: Général de corps d'armée

## Postes
- 01/10/1880 : Sous-lieutenant au 3e régiment de zouaves.
- 25/09/1890 : Capitaine au 1er régiment de tirailleurs algériens.
- 12/10/1890 : 3e régiment de tirailleurs algériens.
- 12/02/1889 : État-major de la division de Constantine.
- 05/04/1893 : 29e division d'infanterie.
- 09/10/1896 : 27e bataillon de chasseurs à pied.
- 01/09/1899 : État-major de la 29e division d'infanterie.
- 12/10/1901 : Chef du 27e bataillon de chasseurs à pied.
- 24/12/1910 : Commandement du 4e régiment d'infanterie.
- 20/02/1911 : État-major du 7e corps d'armée.
- 07/01/1914 : Commandement de la 1re brigade d'infanterie.
- 05/09/1914 : commandement de la 35e division d'infanterie.
- 29/09/1914 : Commandement du 18e corps d'armée.
- 03/09/1916 : Commandement du 14e corps d'armée.
- ../../1919 : Gouverneur militaire de Lyon, commandant la 14e région militaire.

## Distinctions

### Décorations françaises
- Grand-croix de la Légion d'honneur (07 juillet 1933)
  -  Grand officier de la Légion d'honneur (06 juillet 1919)
  -  Commandeur de la Légion d'honneur (03 juillet 1916)
  -  Officier de la Légion d'honneur (10 juillet 1913)
  -  Chevalier de la Légion d'honneur (9 juillet 1895)
- Croix de guerre 1914–1918
  - Citation à l'ordre de la Ve Armée, le 19 avril 1915
  - Citation à l'ordre de la VIe Armée, le 05 novembre 1917

- Officier de l'Instruction publique (7 févier 1914)
  -  Officier d'académie, le 8 avril 1901)
- Médaille commémorative de la guerre 1914–1918
- Médaille coloniale (1er septembre 1894)

### Décorations étrangères
- Officier de l’ordre de l'Epée ( Suède), avril 1906
- Chevalier de l’ordre Royal du Cambodge ( Cambodge), le 10 septembre 1889
- Commandeur de l'ordre de la Couronne d'Italie ( Italie), le 24 mars 1910
- Commandeur de l'ordre de Saint-Michel et Saint-Georges ( Royaume-Uni), le 20 juin 1918
- Grand-croix de l'ordre du Nichan Iftikhar ( Tunisie), le 29 mars 1890